# Kim Hyeok
Kim Hyeok (* 7. April 1987 in Seoul) ist ein südkoreanischer Eishockeyspieler, der seit 2018 bei den Daemyung Killer Whales in der Asia League Ice Hockey unter Vertrag steht.

## Karriere
Kim Hyeok begann seine Karriere als Eishockeyspieler in der Mannschaft der Kyung-bok Highschool. Später spielte er für die japanische Mannschaft Tōhoku Free Blades in der Asia League Ice Hockey. Mit dem Team aus Hachinohe konnte er 2011 die Meisterschaft dieser Liga mit Mannschaften aus China, Japan und Südkorea erringen. Noch im selben Jahr wechselte er nach Südkorea zurück und schloss sich High1 an. Nachdem 2014 der Einzug in das Playoff-Halbfinale gelungen war, verließ er die Mannschaft aus Chuncheon wieder und spielte zwei Jahre für Daemyung Sangmu, die neugebildete dritte südkoreanische Mannschaft in der Asia League Ice Hockey. 2016 kehrte er für zwei Jahre zu High1 zurück, ehe er sich den Daemyung Killer Whales anschloss.

### International
Für Südkorea nahm Kim Hyeok erstmals an der U-18-Weltmeisterschaft 2005 in der Division II teil, als den Ostasiaten der Aufstieg in die Division I gelang. Trotz dieses Erfolges, zu dem er zwei Tore beisteuerte, wurde er in den nächsten Jahren weder im U20-Bereich noch bei den Herren für Weltmeisterschaften nominiert. 
Bei den Asienspielen 2011 gab Kim sein Debüt in der südkoreanischen Herren-Mannschaft und gewann mit ihr hinter Kasachstan und Japan die Bronzemedaille. Im selben Jahr vertrat er sein Heimatland auch erstmals bei der Weltmeisterschaft in der Division I, wo er auch 2012, 2013, 2015 und 2016 auf dem Eis stand. Zudem nahm er an der im November 2012 in Nikkō ausgetragenen Ersten Runde der Olympiaqualifikation für die Spiele in Sotschi 2014 teil. Dort gelang den Südkoreanern zum Auftakt zwar ein 5:4-Sieg nach Penaltyschießen gegen Großbritannien. Die Briten erreichten jedoch die nächste Runde, da Südkorea im zweiten Spiel gegen den asiatischen Kontrahenten Japan eine 2:3-Niederlage nach Verlängerung hinnehmen musste.

## Erfolge und Auszeichnungen
- 2005 Aufstieg in die Division I bei der U18-Weltmeisterschaft der Division II, Gruppe A
- 2011 Gewinn der Asia League Ice Hockey mit den Tōhoku Free Blades
- 2011 Bronzemedaille bei den Winter-Asienspielen 2011
- 2012 Aufstieg in die Division I, Gruppe A, bei der Weltmeisterschaft der Division I, Gruppe B
- 2015 Aufstieg in die Division I, Gruppe A, bei der Weltmeisterschaft der Division I, Gruppe B

## Asia-League-Statistik
(Stand: Ende der Saison 2019/20)